# Callum Marshall
Callum Marshall (Glengormley, 28 novembre 2004) è un calciatore nordirlandese, attaccante dell'Huddersfield Town, in prestito dal West Ham Utd, e della nazionale nordirlandese.

## Carriera

### Club
Marshall è entrato a far parte dell'accademia giovanile del Linfield per poi passare nel 2022 al West Ham Utd. Ha segnato un gol al suo debutto giovanile contro il West Bromwich ed ha vinto la FA Youth Cup 2023.
Il 26 gennaio 2024 rinnova il proprio contratto con gli Hammers per altri tre anni; contestualmente viene ceduto in prestito sino al termine della stagione al West Bromwich. Il 9 aprile seguente, dopo avere disputato solo 3 partite coi Baggies, il prestito viene rescisso in anticipo.
Il 9 agosto 2024 viene ceduto in prestito all'Huddersfield Town.

### Nazionale
Ha giocato nelle nazionali giovanili nordirlandesi Under-18, Under-19 ed Under-21.
Nel 2023 è stato convocato per la prima volta dalla nazionale maggiore nordirlandese. Ha esordito il 16 giugno nella sconfitta per 1-0 contro la Danimarca, entrando in campo nei minuti finali del secondo tempo.

## Statistiche

### Cronologia presenze e reti in nazionale
| Cronologia completa delle presenze e delle reti in nazionale ― Irlanda del Nord | Cronologia completa delle presenze e delle reti in nazionale ― Irlanda del Nord | Cronologia completa delle presenze e delle reti in nazionale ― Irlanda del Nord | Cronologia completa delle presenze e delle reti in nazionale ― Irlanda del Nord | Cronologia completa delle presenze e delle reti in nazionale ― Irlanda del Nord | Cronologia completa delle presenze e delle reti in nazionale ― Irlanda del Nord | Cronologia completa delle presenze e delle reti in nazionale ― Irlanda del Nord | Cronologia completa delle presenze e delle reti in nazionale ― Irlanda del Nord |
| Data                                                                            | Città                                                                           | In casa                                                                         | Risultato                                                                       | Ospiti                                                                          | Competizione                                                                    | Reti                                                                            | Note                                                                            |
| ------------------------------------------------------------------------------- | ------------------------------------------------------------------------------- | ------------------------------------------------------------------------------- | ------------------------------------------------------------------------------- | ------------------------------------------------------------------------------- | ------------------------------------------------------------------------------- | ------------------------------------------------------------------------------- | ------------------------------------------------------------------------------- |
| 16-6-2023                                                                       | Copenaghen                                                                      | Danimarca                                                                       | 1 – 0                                                                           | Irlanda del Nord                                                                | Qual. Euro 2024                                                                 | -                                                                               | 85’                                                                             |
| 14-10-2023                                                                      | Belfast                                                                         | Irlanda del Nord                                                                | 3 – 0                                                                           | San Marino                                                                      | Qual. Euro 2024                                                                 | -                                                                               | 63’                                                                             |
| 17-11-2023                                                                      | Helsinki                                                                        | Finlandia                                                                       | 4 – 0                                                                           | Irlanda del Nord                                                                | Qual. Euro 2024                                                                 | -                                                                               | 85’                                                                             |
| 11-6-2024                                                                       | Murcia                                                                          | Irlanda del Nord                                                                | 2 – 0                                                                           | Andorra                                                                         | Amichevole                                                                      | -                                                                               | 42’ 60’                                                                         |
| 5-9-2024                                                                        | Belfast                                                                         | Irlanda del Nord                                                                | 2 – 0                                                                           | Lussemburgo                                                                     | UEFA Nations League 2024-2025 - 1º turno                                        | -                                                                               | 57’                                                                             |
| 8-9-2024                                                                        | Plovdiv                                                                         | Bulgaria                                                                        | 1 – 0                                                                           | Irlanda del Nord                                                                | UEFA Nations League 2024-2025 - 1º turno                                        | -                                                                               | 73’                                                                             |
| 12-10-2024                                                                      | Zalaegerszeg                                                                    | Bielorussia                                                                     | 0 – 0                                                                           | Irlanda del Nord                                                                | UEFA Nations League 2024-2025 - 1º turno                                        | -                                                                               | 67’                                                                             |
| 15-10-2024                                                                      | Belfast                                                                         | Irlanda del Nord                                                                | 5 – 0                                                                           | Bulgaria                                                                        | UEFA Nations League 2024-2025 - 1º turno                                        | -                                                                               | 74’                                                                             |
| 25-3-2025                                                                       | Solna                                                                           | Svezia                                                                          | 5 – 1                                                                           | Irlanda del Nord                                                                | Amichevole                                                                      | -                                                                               | 68’                                                                             |
| 7-6-2025                                                                        | Copenaghen                                                                      | Danimarca                                                                       | 2 – 1                                                                           | Irlanda del Nord                                                                | Amichevole                                                                      | -                                                                               | 83’                                                                             |
| Totale                                                                          |                                                                                 | Presenze                                                                        | 10                                                                              |                                                                                 | Reti                                                                            | 0                                                                               |                                                                                 |

## Palmarès

### Club

#### Competizioni giovanili
- FA Youth Cup: 1

West Ham: 2022-2023